# Centris nobilis
Centris nobilis är en biart som beskrevs av John Obadiah Westwood 1840. Centris nobilis ingår i släktet Centris och familjen långtungebin. Inga underarter finns listade.